# Рогнан
Рогнан (норв. Rognan) — центр коммуны Салтдал в Норвегии. Население посёлка в 2009 году составляло 2 532 человека. Расположен внутри фьорда Салтен. Железнодорожная линия, имеющая станцию в Рогнане, проходит сквозь территорию коммуны.

## Известные жители

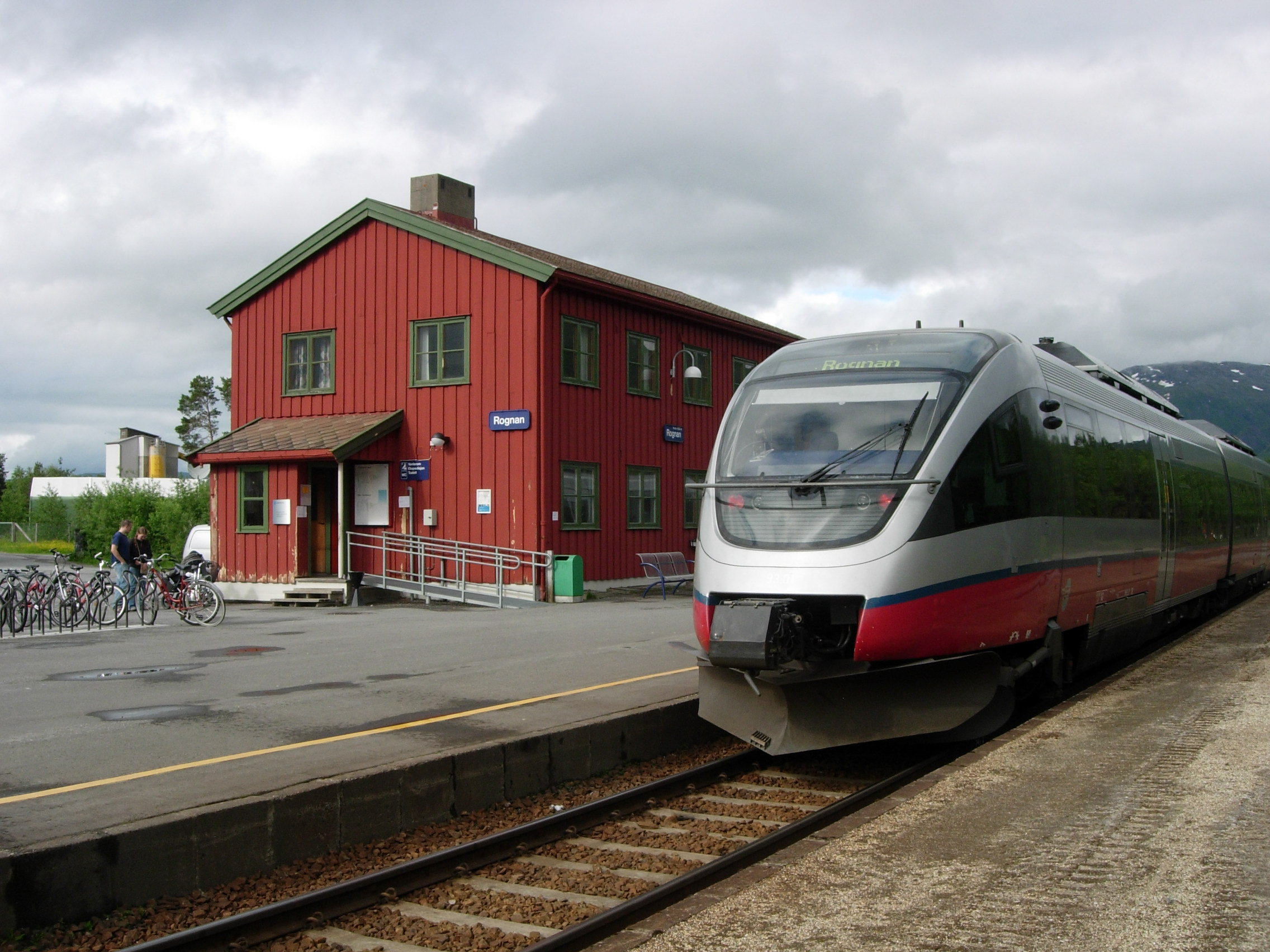
Железнодорожная станция в Рогнане (12 м над уровнем моря)

- Ханк фон Хельвете[англ.] — норвежский панк-рок-певец группы Turbonegro, вырос в Рогнане.
- Сверре Гранлунн — деятель Движения Сопротивления в Норвегии, кавалер Норвежского военного креста с мечом, жил в Рогнане; ныне его бюст стоит в Салтдалском музее в Рогнане.

## Города-побратимы
- Ниш, Сербия